# Баррелл, Лерой
Леро́й Ра́сселл Ба́ррелл (англ. Leroy Russel Burrell; род. 21 февраля 1967 года, Филадельфия, Пенсильвания, США) — американский легкоатлет-спринтер. Специализировался в беге на 100 метров.

## Биография
Родился в Филадельфии. Профессиональную спортивную карьеру начал в 1985 году, когда занял 4-е место на чемпионате США среди юниоров в беге на 100 метров. В 1986 году стал бронзовым призёром национальной студенческой ассоциации. 16 июня 1989 года стал 8-м человеком, которому удалось преодолеть 10-секундный барьер. В этом же году стал двукратным победителем национальной студенческой ассоциации в беге на 100 метров и в прыжках в длину. Победитель финала гран-при ИААФ в 1990 и 1993 годах. Накануне чемпионата мира установил мировой рекорд в беге на 100 метров — 9,90. На мировом первенстве в Токио выиграл золотую медаль в составе эстафеты 4×100 метров. Олимпийский чемпион 1992 года в эстафете 4×100 метров и бронзовый призёр в беге на 100 метров. На Олимпиаде в Барселоне он в составе эстафетной команды установил Олимпийский и мировой рекорды, показав результат 37,40 с. Этот результат был недосягаем в течение 16 лет, пока сборная Ямайки, возглавляемая Усэйном Болтом, не превзошла этот результат в финальном забеге на Олимпиаде в Пекине. Победил на чемпионате мира в Штутгарте в составе эстафеты 4×100 метров. В 1994 году он второй раз в карьере установил мировой рекорд на дистанции 100 метров. На соревнованиях Athletissima он побил рекорд Карла Льюиса, пробежав дистанцию за 9,85.
Завершил спортивную карьеру в 1998 году. После ухода из большого спорта работал тренером по лёгкой атлетике в Хьюстонском университете.